# Tim Mickelson
Timothy Carl Mickelson (12. november 1948 - 30. august 2017) var en amerikansk roer.
Mickelson var med i USA's otter, der vandt sølv ved OL 1972 i München. Amerikanerne blev i finalen kun besejret af guldvinderne fra New Zealand, mens bronzemedaljen gik til Østtyskland. Den øvrige besætning i amerikanernes båd var Lawrence Terry, Franklin Hobbs, Pete Raymond, Gene Clapp, Bill Hobbs, Cleve Livingston, Mike Livingston og styrmand Paul Hoffman. Det var Mickelsons eneste OL.

## OL-medaljer
- 1972:  Sølv i otter